# George Jones and Gene Pitney (Recorded in Nashville!)
Albums de George Jones & Gene Pitney
George Jones and Gene Pitney: For the First Time! Two Great Singers
(1965) Mr. Country and Western Music
(1965)
George Jones and Gene Pitney (Recorded in Nashville!) est un album collaboratif entre les artistes américains de musique country et de rock 'n' roll George Jones et Gene Pitney. Cet album est sorti en 1965 sur le label Musicor Records. C'est le deuxième et dernier album collaboratif entre Jones et Pitney.